# Сулина (Румыния)
Сули́на (рум. Sulina) — небольшой город-порт на востоке Румынии в жудеце Тулча. Располагается на Сулинском гирле в дельте Дуная. Город расположен на высоте 4 м над уровнем моря, вдоль течения Дуная, бо́льшей частью на правом берегу. Сулина не имеет прямого дорожного сообщения с остальной частью Румынии. До города можно добраться лишь по воде — по Дунаю или по Чёрному морю.

## Топонимика
В византийскую эпоху город назывался Солин и Солинас (греч. Σωλην — рукав, труба). Итальянские купцы, в средневековье создавшие в Чёрном море обширную торговую сеть, именовали город Saline или же Solina.
В древности назывался Калон Стома или Калостомон (греч. Καλον Στομα, Καλοστομον — доброе устье).

## История
Во времена византийского владычества была небольшой пристанью, с упадком империи становилась по несколько раз валашским, молдавским, генуэзским и добруджанским портом, пока, наконец, в 1484 году не попала в руки турок. В XVIII веке османы построили в Сулине маяк, чтобы облегчить связь между Стамбулом и Дунайскими княжествами, основными житницами столицы Османской империи.
С подписанием 2 сентября 1829 года Адрианопольского мира, который сделал Дунай свободным для навигации, Сулина, к тому времени находившаяся уже под контролем Российской империи, только усилила своё значение, став важным звеном в дунайском торговле зерном. Большие парусные лодки не могли полностью грузиться в Браилове и Галаце, которые были основными экспортными центрами Валахии и Молдавии, из-за мелководности реки в этих местах; поэтому им приходилось перевозить часть своих грузов на меньших речных судах.
Однако ещё больший толчок к развитию Сулины произошёл после подписания Парижского договора 1856 года, положившего конец Крымской войне и вернувший порт Османской империи. Одно из условий договора определило создание специального комитета, который должен проводить инфраструктурные работы в устье реки, чтобы сделать его пригодным для плавания и для прохода крупных судов, а также поддерживать дунайские гирла в судоходном состоянии и наблюдать за судоходством в нижней части течения Дуная. С 1856 года по 1939 год Сулина была штаб-квартирой Дунайского комитета, а турецкие власти объявили город в 1870 году «порто-франко».
Великие державы начали воспринимать дельту Дуная как «врата в Европу». Франция, Великобритания, Сардиния и Турция не хотели, чтобы эти врата принадлежали России.
Русско-турецкая война (1877—1878) привела к переходу Сулины под контроль России, и, после подписания Берлинского трактата — Румынии, как и всего региона Добруджи. В 1904 году, с целью увеличения водности Сулинского канала, Румыния построила на мысе Измаильский Чатал струенаправляющую[стиль] дамбу.
Во время Первой мировой войны город служил базой для румынского крейсера «Элизабета», который держал устье Дуная под румынским контролем в течение всей войны.
В 1880 году в Сулине проживало 1800 человек, из них — 1100 греков, выходцев из Ионических островов, занятых в основном в судоходстве и смежных отраслях. С тех пор хозяйственное значение города неуклонно сокращалось, одновременно менялся и национальный состав населения. В 2004 году безработица в городе составляла 40 % (в 4 раз больше среднего по Румынии уровня в 10 %). Стоит отметить, что Сулина не связана с румынской дорожной сетью и поэтому достичь города можно только на лодке. Из-за его изолированного местоположения и строительства новых и более крупных румынских дунайских портов (например, Джурджу или Галац) город потерял значение в XX-м веке.

## Население
- 1900: 5.612
- 1970: 4.500
- 2000: 5.140

Согласно общерумынской переписи 2002 года в городе проживали следующие национальности:
- Румыны 86,0 % 4.420
- Русские (Липоване) 11,0 % 565
- Украинцы 1,3 % 67
- Греки 1,3 % 65
- Прочие 0,4 %

Родные языки:
- Румынский язык 93,0 %
- Русский язык 5,7 %

Религии:
- 94,3 % православие
- 5,1 % липоване

### Известные уроженцы
- Илиас Вутьеридис (1874—1941) — греческий поэт и историк, участник Критского восстания 1897 года.
- Джордже Джорджеску (1887—1964) — румынский дирижёр, виолончелист и педагог.

## Культовые сооружения
- Собор Святого Александра и Святого Николая
- Церковь Святого Николая
- Греческая церковь Святого Николая
- Католическая церковь Святого Николая
- Старообрядческая Петропавловская церковь